# Passeig de la Bonanova
El passeig de la Bonanova uneix els antics nuclis de Sant Gervasi de Cassoles i Sarrià. Amb una amplada de 20 metres i una llargada d'aproximadament un quilòmetre, va en línia recta de la plaça de Sarrià a la plaça de la Bonanova.
El seu traçat correspon a una part de l'antic camí de Sarrià a Horta, passant per l'antic nucli de Sant Gervasi que estava al voltant de l'actual carrer de Sant Gervasi. El 1864, la Diputació de Barcelona va convertir el camí en una bona carretera, anomenada «carretera de Cornellà a Fogars de Tordera», excepte el pas difícil del torrent d'en Mandri on es va fer un pont el 1870. El traçat rectilini actual va ser finalitzat els anys 1890. Aquest passeig té a banda i banda antigues torres de les quals el 40% van ser derruïdes durant els anys 1970 i 80.
Al núm. 55 hi ha la casa Muley Afid de Josep Puig i Cadafalch; i al principi del carrer hi ha i l'escola La Salle Bonanova, i s'hi està construint l'estació de Mandri de la línia 9 del metro de Barcelona.